# خواكيم ادوكور
خواكيم ادوكور (بالإنجليزية: Joachim Adukor) (2 مايو 1993 بتيما في غانا - ) هو لاعب كرة قدم غاني في مركز الوسط. لعب مع غيفلي وديسبورتيفو تروفينسي ونادي بيزييه ‏.

## وصلات خارجية
- خواكيم ادوكور على موقع قاعدة بيانات كرة القدم.إي يو (الإنجليزية)
- خواكيم ادوكور على موقع ناشيونال فوتبول تيمز (الإنجليزية)
- خواكيم ادوكور على موقع Soccerway.com (الإنجليزية)